# Aalborg-Hadsund Jernbane
Aalborg-Hadsund Jernbane (AHJ) var en privatbane, der 1900-1969 gik mellem Aalborg og Hadsund i det østlige Himmerland. I Aalborg blev den også kaldt "Hadsundbanen", men det navn er ikke entydigt, da det i Randers blev brugt om Randers-Hadsund Jernbane. Kælenavnet "Hadsund-Peter" blev også brugt om begge baner.

## Aalborg Privatbaner
Aalborg-Hadsund var den sidste af de privatbaner, der blev anlagt fra Aalborg. Den var ligesom Fjerritslev-Frederikshavn Jernbane (FFJ) og Aars-Nibe-Svenstrup Jernbane (ANSB) med i den store jernbanelov fra 1894, og koncessionen blev udstedt 20. maj 1897. Eneretshaverne kunne ifølge denne lov vælge at anlægge banerne som smalsporede (ned til 1.000 mm), men Aalborg-Hadsund var den eneste, der skulle være normalsporet (1.435 mm), formentlig med henblik på, at den skulle kunne samarbejde med Randers-Hadsund Jernbane, der allerede i 1883 var anlagt som normalsporet.
Alle tre Aalborg-baneselskaber indgik fra starten i det driftssamarbejde, som fra 1902 hed Nordjyllands forenede Privatbaner og senere Aalborg Privatbaner (APB). Indtil 8. december 1902, hvor Aalborgs nye banegård var færdig, udgik togene fra privatbanernes fælles godsbanegård.

## Mariager Fjord
I Hadsund endte togene på Hadsund Nord Station. Randers-Hadsund Jernbane havde derimod endestation på Hadsund Syd Station, da der endnu ikke var fast forbindelse over Mariager Fjord. Fra 1904, hvor Hadsundbroen blev indviet, fortsatte Aalborg-togene til Hadsund Syd. Efter en ombygning af broen i 1927 byttede de dog rundt, så Randers-togene fra sommerkøreplanen 1928 fortsatte over Mariager Fjord og fik endestation på Hadsund Nord sammen med Aalborg-togene.

## Skrinlagte baneprojekter
Den store jernbanelov fra 1918 indeholdt en tværbane fra Arden til et punkt – senere konkretiseret til Bælum – på Aalborg-Hadsund Jernbane, evt. videre til Øster Hurup, samt en sidebane fra Skelund til Als, evt. videre til Øster Hurup. Disse projekter hang sammen med store planer om en havn i Øster Hurup, som skulle have dampskibsforbindelse med Hundested og betjene det meste af Himmerland via tilsluttende jernbaner. Som de fleste andre projekter i denne lov blev disse baner ikke anlagt, men Aars-Arden-Øster Hurup Jernbane kom længere i processen end de fleste, idet der blev udstedt eneretsbevilling og banen blev udstukket og besigtiget.

## Strækningsdata
- Åbnet: 1. december 1900
- Længde: 56,3 km (57,4 km, da banen 1904-28 endte på Hadsund Syd)
- Sporvidde: 1.435 mm
- Skinnevægt: 17,5 kg/m, fra 1933 forstærket til 24,39 eller 31,16 eller 32 eller 33,4 kg/m
- Ballast: fra 1942 blev grus erstattet med skærver
- Maks. stigning: 10 ‰
- Mindste kurveradius: 376,6 m
- Maks. hastighed: 70 km/t
- Nedlagt: 1. april 1969

## Standsningssteder
- Aalborg banegård i km 0,0 – forbindelse med Randers-Aalborg Jernbane, Vendsysselbanen, Fjerritslev-Frederikshavn Jernbane og Aalborg-Hvalpsund Jernbane.
- Østeraadalen trinbræt fra 1996, kun på veteranbanen.
- Gug station i km 4,5. Stationsbygningen ejes af Aalborg Kommune og bruges som spejderhus, pakhuset er nedrevet.
- Lundergårde trinbræt i km 6,5 med lille korsformet læskur samt sidespor og læsseanlæg for tipvognsbane fra Gug Kalkværk.
- Gistrup station i km 8,7. Lå 1 km øst for den oprindelige landsby. Stationsbygningen på Nøvlingvej er nedrevet i 1976. Under 2. Verdenskrig blev der bygget pakhuse nord for banen, men de er nedrevet i 2001.
- Klarup station i km 12,4 med svinefold og læssespor. Lå 1 km vest for den oprindelige landsby, som faktisk var nærmere ved Stranderholm trinbræt.
- Stranderholm trinbræt i km 14,1. Opkaldt efter gården 2 km mod nord.
- Storvorde station i km 16,6 med svinefold og læssespor. Stationsbygningen på Stationsvej er nedrevet.
- Sejlflod station i km 18,3 med lille åben dyrerampe og kort dræsinespor. Nedrykket til trinbræt de sidste år. Stationsbygningen er opført senere end de andre og i en anden stil.
- Gudumholm station i km 20,6 med svinefold og læssespor samt stikspor på omløbssporet.
- Palsgård trinbræt i km 21,9.
- Louisendal trinbræt i km 23,1 med korsformet læskur.
- Vaarst station i km 25,5 med læssespor og stikspor til et industriområde. Stationsbygningen på Vaarst Banevej er nedrevet.
- Lindenborg Å trinbræt i km 27,7 fra september 1928 med vandkran.
- Komdrup station i km 29,8. Senere trinbræt, lå 1 km nordøst for byen. Stationsbygningen på Østergårdsvej er nedrevet efter brand.[1]
- Kongerslev station i km 32,2 med læssespor og svinefold samt stikspor til enderampe, fra 1944 drejeskive til tørvetog, fra 1957 sidespor til Pindstrup Mosebrug. Stationsbygningen på Jernbanegade er nedrevet.
- Randrup trinbræt i km 34,9 med sidespor og læsseanlæg for mergel.
- Bjerregårdene trinbræt i km 36,0. Hed fra midten af 1960'erne Bjerregårde. Havde korsformet læskur og fik sidespor med en lille læsserampe i 1918.
- Bælum station i km 40,0 med T-formet stationsbygning. Havde sidespor med svinefold og stikspor til enderampe.
- Solbjerg By trinbræt i km 42,8 med korsformet læskur, oprettet i banens sidste år.
- Solbjerg station i km 44,1 med læsserampe og stikspor til galgekran og enderampe.
- Veddum billetsalgssted i km 47,6. Fra 1905 station, de sidste år ekspeditionsstation.
- Skelund station i km 49,1 med læssespor, privat foderstofpakhus og stikspor til enderampe. Stationsbygningen på Idrætsvej 8 er nedrevet i februar 2015.
- Høgholt trinbræt i km 50,8 med lille rektangulært læskur.
- Visborg station i km 53,9 med svinefold og læsserampe. Til sidst nedrykket til trinbræt, men beholdt sidesporet.
- Hadsund Nord station i km 56,3 – forbindelse med Hadsund Havnebane og fra 1928 Randers-Hadsund Jernbane. Stationsbygningen, der lå hvor busterminalen er nu, er nedrevet.
- Hadsund Syd station i km 57,4 1904-28 – forbindelse med Randers-Hadsund Jernbane.

### Bevarede stationsbygninger
Stationsbygningerne blev tegnet af arkitekt P. Poulsen, Randers, undtagen Sejlflod og måske Hadsund Nord, der også kan være tegnet af Thomas Arboe. 8 stationsbygninger er bevaret, 7 er nedrevet.
- Gug: Vissevej 3 C
- Klarup: Postvej 7
- Sejlflod: Søndre Bygade 17 B
- Gudumholm: Postvej 10
- Bælum: Stationsvej 1[2]
- Solbjerg: Hurupvej 15
- Veddum: Veddum Hovedgade 70
- Visborg: Signalvej 8

## Strækninger hvor banetracéet er bevaret
Banens første 7 km fra Aalborg til et punkt vest for Gistrup blev ikke nedlagt, men blev en del af Aalborg Havnebane. Aalborg Kommune overtog strækningen og forlængede den med 10 km ud til den nye Østhavn i 1972. Året efter begyndte veteranbaneforeningenn Limfjordsbanen også at køre på den nye havnebane.
Af banens resterende tracé er 41½ km bevaret og tilgængeligt, heraf 7½ km på national cykelrute 12 (Limfjordsruten) mellem Gistrup og Storvorde og 23½ km på regional cykelrute 21 (Hadsundruten) mellem Vaarst og Hadsund. Hadsundruten falder mellem Bælum og Hadsund sammen med national cykelrute 5 (Østkystruten). De fleste steder er tracéet bevaret gennem byerne, men i Storvorde, Gudumholm, Vaarst, Kongerslev og Skelund må cykelruterne benytte vejnettet.
- Vest for Gistrup går banetracéet over i en bred cykelsti
- Hadsundruten krydser Lindenborg Å, hvor der lå et meget øde trinbræt
- Ved Bjerregårde fortsætter Hadsundruten på banetracéet
- Østkystruten gennem Ravnholt Skov mellem Solbjerg Stationsby og Veddum
- Kirsebærtræer, plantet af lokale foreninger langs banestien mellem Veddum og Skelund
- Sti i kanten af Skelunds tidligere stationsområde
- Det bevarede banetracé slutter udenfor Hadsund ved Alsvej, der er anlagt på banetracéet